# مسجد جامع بندر عباس
مسجد جامع اهل‌سنت بندرعباس یا مسجد جامع دلگشا یکی از مساجد قدیمی شهر بندرعباس مرکز استان هرمزگان در جنوب ایران است.
این مسجد که در بلوار طالقانی (ساحلی) بندرعباس رو به دریا قرار دارد، دارای دو طبقه، یک مناره، صحن و ۱۲ستون است که از طرح قدیمی این مسجد باقی مانده‌است. این بنا به شماره ۱۵۹۹ به ثبت آثار ملی ایران رسیده‌است.
در این مسجد هر هفته مراسم نمازجمعه اهل‌سنت بندرعباس برگزار می‌شود.

## تاریخچه
مسجد جامع اهل‌سنت بندرعباس به عنوان یکی از قدیمی‌ترین مساجد شهر بندرعباس دارای سابقه‌ای طولانی است و قدمت آن به ۲۶۴سال پیش برمی‌گردد که اولین بار توسط خیّر بزرگ «حاج زین‌العابدین ابوالقاسم اوزی» ساخته شد. این مسجد در طول این مدت چندین بار تجدید بنا و بازسازی شده‌است.
بازسازی مسجد جامع اهل سنت بندر عباس در دوره جدید از سال ۱۳۸۲ شروع شد و با حمایت خیّر بزرگ منطقه جنوب حاج عبدالله رستمانی، کار ساخت آن به اتمام رسید.
مسجد جامع اهل سنت بندرعباس پس از بازسازی که ۵ سال به طول انجامید روز جمعه ۳۱ خرداد ۱۳۸۷ با حضور سیدعبدالباعث قتالی امام جمعه اهل‌سنت و جماعت بندرعباس و آیت‌الله غلامعلی نعیم‌آبادی امام‌جمعه اهل تشیع بندرعباس و نماینده ولی‌فقیه و شرکت پرشور نمازگزاران افتتاح شد.

## معماری
شبستان این مسجد در دو طبقه ساخته شده و زیربنای کل مسجد حدود ۴۹۰۰ مترمربع است. شبستان حدود ۲۰ درب بزرگ دارد که به ایوان‌های شمالی، شرقی و جنوبی مسجد باز می‌شوند. محراب این مسجد با هنر کاشی‌کاری زینت داده شده و بسیار چشمگیر است.
بنای قدیمی مسجد مشتمل بر شبستان ستون‌دار با ۱۲ ستون در میانه و ایوان‌های ستون‌داری در سه جبهه باختری، جنوبی و خاوری بوده‌است. از این بنا تاکنون بخش ستون‌داری در میانه شبستان جدید باقی مانده‌است. این بخش از شبستان دارای ۱۲ ستون با ساقه‌ای استوانه‌ای و پایه‌ای مکعبی که ستون‌ها در بالا توسط قوس‌های جناغی به همدیگر متصل شده و زمینه را برای برپا داشتن مسطح تیر پوش فراهم ساخته‌است. ساقه و پایه ستون‌ها در تعمیرات اخیر با قطعات سنگ نما پوشش یافته. سر ستون‌ها و بخش‌های فوقانی آن‌ها دارای تزئینات گچی است. بخش‌های جدید بنا و خاصه نمای بیرونی آن فاقد اصالت تاریخی و هنری است.
طراحی معماری این مسجد توسط شهاب‌الدین ارفعی و همکارانش مسعود منصوری، ناصر مجاور، امیر حمزه انجام شده‌است.